# Festival de Fès des musiques sacrées du monde
 (novembre 2011).
Si vous disposez d'ouvrages ou d'articles de référence ou si vous connaissez des sites web de qualité traitant du thème abordé ici, merci de compléter l'article en donnant les références utiles à sa vérifiabilité et en les liant à la section « Notes et références ».

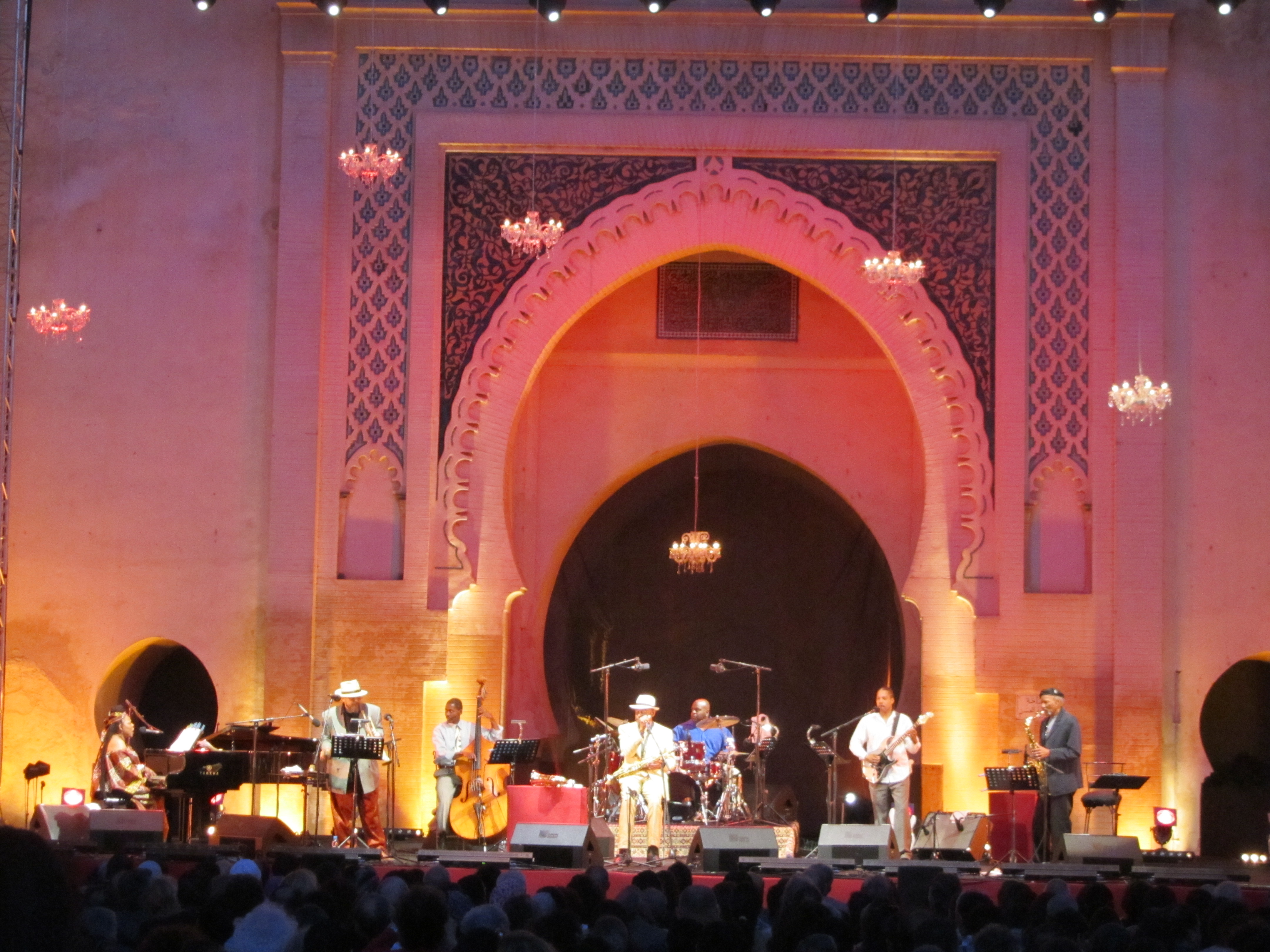
Le Festival de Fès des musiques sacrées du monde 2012-06-09

Le Festival de Fès des musiques sacrées du monde a lieu chaque année au début de juin dans la ville de Fès, au Maroc.

## Description
Le Festival de Fès des musiques sacrées du monde est l’événement marquant de la Fondation Esprit de Fès, au Maroc. Il a été fondé en 1994.
Durant une dizaine de jours, diverses manifestations et soirées sont données dans tous les monuments et site importants de la ville. Chaque année, le festival accueille une multitude d'artistes, qui viennent de tous les horizons et de toutes les cultures.

## Histoire
Le Festival de Fès des musiques sacrées du monde et le Forum de Fès, créés respectivement en 1994 et 2001, s’inscrivent dans la tradition savante, artistique et spirituelle de la ville. 
Depuis leurs créations, ces manifestations ont connu un succès grandissant.[réf. nécessaire]
Ce festival a été désigné en 2001, par l’ONU, comme l’un des événements marquants ayant contribué, d’une façon remarquable, au dialogue des civilisations.
Parallèlement, il s’est développé un réseau international de soutien et de médiatisation. Ainsi est née, aux États-Unis, l’organisation Spirit of Fès Inc., qui organise tous les deux ans un programme du Festival et des Rencontres de Fès à travers vingt villes américaines. Une tournée a été organisée durant les mois d’octobre et novembre 2006 dans plusieurs villes des États-Unis, avec notamment un concert à New York, au Carnegie Hall. La diffusion, à travers ces manifestations, de cet « esprit de Fès », irradie maintenant à partir de Fès dans différents lieux du monde.
Plusieurs autres villes telles que Milan, Londres ou Madrid, ont souhaité devenir des relais pour prolonger le message du festival et des rencontres de Fès.[réf. nécessaire]